# Lisbet Knudsen
Lisbet Knudsen (født 1949) er en dansk digter og novelleforfatter.

## Værker
- en lidt trist jordklodebog om det enkle & overvældende. Digte. Borgen 1972. (Debut).
- Tobias med sølvfløjten. Sommersko 1973.
- Afbrydelser. Digte. Borgen 1981.
- Men pludselig. Prosaforløb. Vindrose 1987.